# Anisozyga calcinata
Anisozyga calcinata là một loài bướm đêm trong họ Geometridae.